# Pieter Cornelis de Vroome
Pieter Cornelis de Vroome (Den Helder, 1 april 1882 – Dachau, 1944/1945) was een Nederlands verzetsstrijder. Hij werd geboren als zoon van de Helderse stoker Arie de Vroome en Jannetje Kooger. Hijzelf huwde Jannetje Koene, die zich nog lang inspande bij de herdenkingen van de Februaristaking. De Vroome was haven/metaalarbeider en communist. Hij riep in februari 1941 meerdere mensen op om deel te nemen aan de Februaristaking. Hij werd gearresteerd en ondergebracht in Kamp Vught. Van daaruit werd hij op transport gezet naar Beieren. Hij stierf in concentratiekamp Dachau in de winter 1944/1945.
Zijn zoon Pieter Cornelis de Vroome (1911-1951) zat de Duitsers ook dwars. Hij en zijn vrouw zaten ondergedoken in Vught, werden door de politie(chef) verraden en werden opgesloten in de gevangenis aan de Weteringschans, daarna in het Oranjehotel te Scheveningen en een gevangenis in Kassel. Hij moest deelnemen aan de dodenmarsen tussen de diverse kampen. Op 29 april 1945 was hij onderweg naar (ook) Dachau maar werd tijdens die mars bevrijd. Hij zou overtuigd communist blijven en was districtbestuurder van de Metaalbewerkersbond van de Eenheids Vakcentrale.
Een derde Piet de Vroome, neef van de eerstgenoemde, werd ook enige tijd vastgehouden na de Februaristaking. Hij was zeven jaar oud.